# 東畑謙三
東畑 謙三（とうはた けんぞう、1902年4月11日 - 1998年4月29日）は、日本の建築家。

## 経歴
三重県一志郡豊地村（現：松阪市）の地主の家に生まれた。東畑吉之助の三男。
1923年に第三高等学校理科乙類、1926年に京都帝国大学工学部建築学科を卒業。1932年に東畑謙三建築事務所を設立。以後、武田五一の弟子として関西の建築業界を牽引した。日本建築家協会名誉会長。日本建築学会名誉会員。

## 受賞・栄典
- 1961年、1970年、1976年、1980年：建築業協会賞を受賞。
- 1969年、1981年：日本建築学会賞を受賞。
- 1972年：藍綬褒章・紺綬褒章・勲三等瑞宝章を受章。

## 家族・親族
- 妻：東畑博子は岩井商店岩井勝次郎の四女。
- 兄：速水敬二は哲学者。
- 実兄：東畑精一は農業経済学者。
- 実弟：東畑四郎は農林事務次官を務めた。

## 代表作品

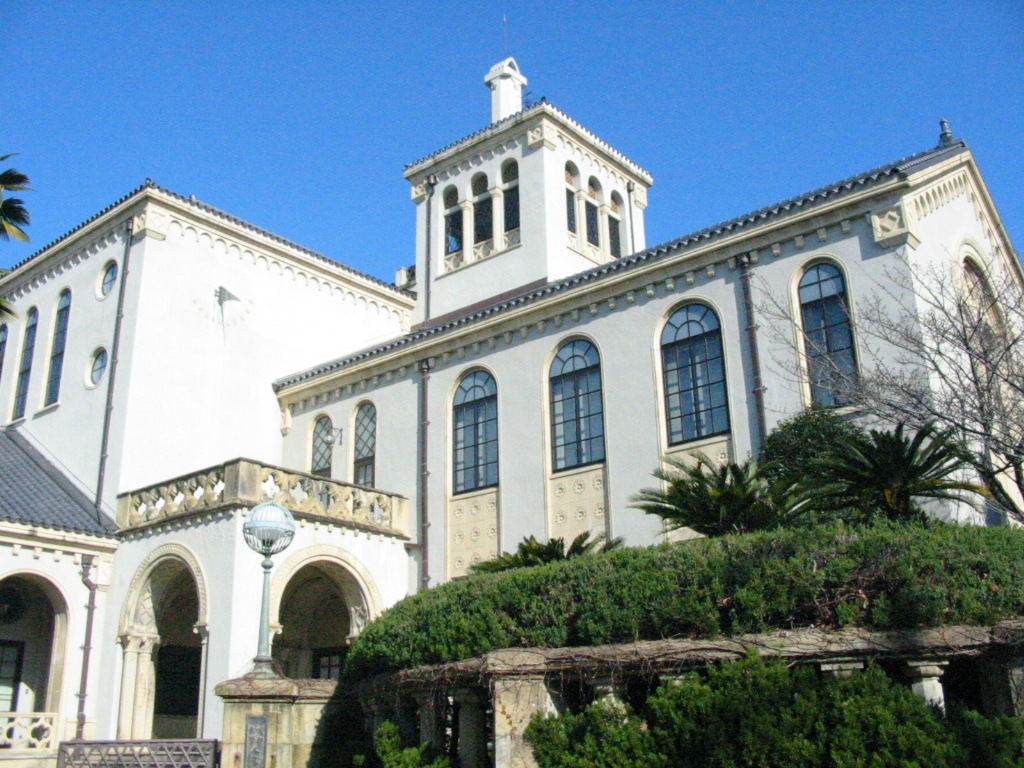
旧東方文化学院京都研究所

- 京都大学人文科学研究所附属漢字情報研究センター（旧東方文化学院京都研究所、1930年、京都市、国の登録有形文化財）
- 大阪営林局庁舎（大阪）
- 甲南大学校舎（兵庫）
- 大阪駅前市街地改造事業（大阪駅前第1ビル:1970年、第4ビル:1983年）
- 鈴鹿市民会館（三重）
- 日商岩井大阪本社（大阪）
- ホリデイ・イン南海（大阪）
- 筑波研究学園都市（茨城）
- インテックス大阪（1985年、大阪市）
- 国際花と緑の博覧会 政府苑（1990年、大阪市）
- 千里ライフサイエンスセンター（1992年）